# Drosanthemum delicatulum
Drosanthemum delicatulum är en isörtsväxtart som först beskrevs av L. Bol., och fick sitt nu gällande namn av Schwant. Drosanthemum delicatulum ingår i släktet Drosanthemum och familjen isörtsväxter. Inga underarter finns listade i Catalogue of Life.